# برونو شرودر
برونو شرودر، (به انگلیسی: Bruno Schroder) (زاده ۱۹۳۳) کارآفرین، سرمایه‌دار و بانکدار بریتانیایی است، که وارث و مالک کنونی بانک شرودرز می‌باشد.
وی در ماه مارس ۲۰۱۴ با دارایی خالص ۵٫۵ میلیارد دلار از سوی مجله فوربز به‌عنوان پنجمین فرد ثروتمند بریتانیا شناخته شد.